# George Hepplewhite

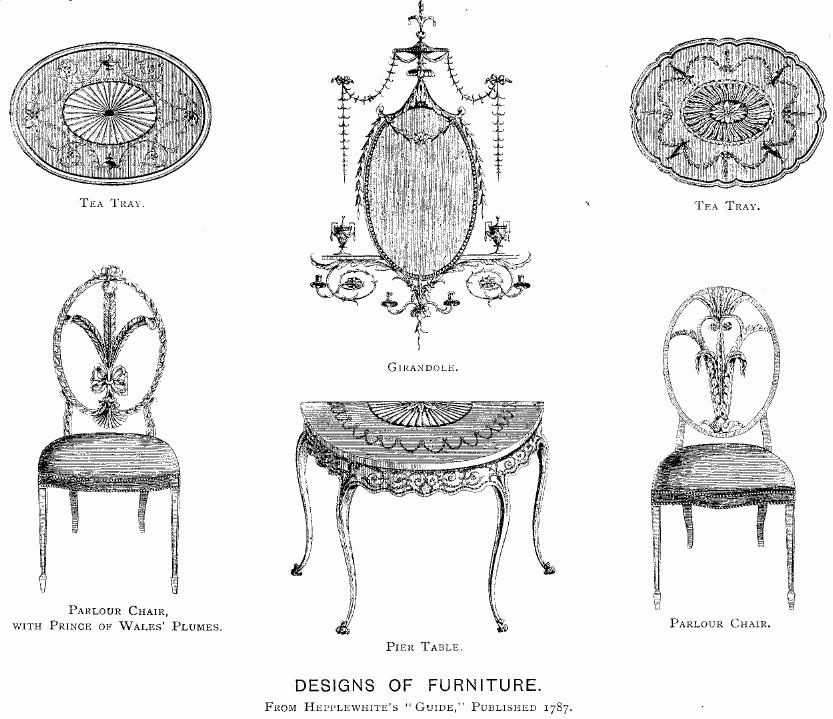
Immagini di mobili prodott da Hepplewhite

George Hepplewhite (Ryton, 1727 – Londra, 21 giugno 1786) è stato un ebanista britannico.

## Biografia
Insieme a Thomas Sheraton e Thomas Chippendale fu uno dei tre celebri mobilieri che improntarono il gusto del mobilio in Inghilterra nel XVIII secolo.
Il mobilio proposto da Hepplewhite consistette in una personalissima rielaborazione del modello neoclassico diffusosi in patria grazie ai fratelli Adam, divergente rispetto al prototipo per uno studio accurate delle proporzioni e per un'attenta cura della praticità dell'oggetto.
Lo stile di Hepplewhite si caratterizzò per le sedie dalle gambe foggiate e con lo schienale ovale, per i divani, i tavolini, le librerie e i cassettoni.
I materiali più utilizzati per la produzione furono il mogano e il satiné.
Nel 1788 venne pubblicata, postuma, la sua Guida dell'ebanista e del tappezziere.